# Fernando Salinas
Fernando Salinas (Tarija, 18 mei 1960) is een voormalig Boliviaans voetballer, die speelde als aanvaller. Hij beëindigde zijn loopbaan in 1993 bij Club Atlético Ciclón.

## Clubcarrière
Salinas begon zijn professionele loopbaan in 1980 bij Club Bolívar. Daar speelde hij twaalf seizoenen onafgebroken, totdat hij eind 1992 overstapte naar Club Atlético Ciclón uit zijn geboorteplaats Tarija. Bij die laatste club beëindigde hij in 1993 zijn carrière. Met Club Bolívar werd hij zevenmaal landskampioen.

## Interlandcarrière
Salinas speelde in totaal twaalf interlands voor Bolivia in de periode 1983-1989 en scoorde eenmaal voor La Verde. Hij maakte zijn debuut op 14 augustus 1983 in de Copa América-wedstrijd tegen Colombia (0-1) in La Paz. Salinas nam met zijn vaderland tweemaal deel aan de strijd om de Copa América: 1983 en 1989.

## Erelijst
Club Bolívar
- Liga de Boliviano

1982, 1983, 1985, 1987, 1988, 1991, 1992
- Topscorer Liga de Boliviano

1987 (28 goals), 1988 (17 goals)